# Vojmir Kačić
Vojmir (Vojo) Kačić (Pučišća, 29. ožujka 1934. – Split, 18. prosinca 2020.), hrvatski nogometni trener i radnik u plivanju. Poznat višedesetljetni Hajdukov pomoćni trener. Pred kraj života živio je u Pučišćima.

## Životopis
Diplomirao na Višoj pedagoškoj školi u Splitu fiskulturu i engleski. Radio je u Splitu na Brdima u osnovnoj školi. Surađivao je s Hajdukom radi pronalaženja igračkih talenata. Među poznate igrače koje je zapazio je vratar Vjeran Simunić. Radio je iz hobija i u plivačko-vaterpolskom klubu Jadranu iz Splita. U to su vrijeme otkrili talent plivačice Ane Boban. Početkom 1960-ih pogurnio je Ratka Rudića iz plivanja u vaterpolo. 
Kačić je u Hajduk došao 1962. godine na poziv Ante Mladinića, njegovog prijatelja i kolege, za kojeg Kačić smatra da je najbolji trener za mlađe uzraste na kojeg je ikad naišao. U Hajduku je radio do 1991. kao pomoćni trener, nakon čega je išao u mirovinu. Još je neko vrijeme vodio omladinsku školu sve dok odlukom ondašnjeg direktora Vedrana Rožića nisu dovedeni drugi ljudi.
Kačić je bio i skaut i pomoćni trener brojnim Hajdukovim trenerima. Treneri kojima je bio pomoćnik bili su Dušan Nenković, Slavko Luštica, Branko Zebec, Tomislav Ivić i dr. sve do Joška Skoblara, s kojim je osvojen legendarni kup 1991. godine.
Jednu je utakmicu vodio kao glavni trener, jer je u završnici 1973./74. glavni trener Tomislav Ivić bio kažnjen nakon jedne gužve koja se zbila na utakmici s Crvenom zvezdom na splitskom Starom placu. Kačić je vodio zadnju prvenstvenu utakmicu koja se igrala u Beogradu protiv OFK Beograda. Hajduk je pod Kačićevim vodstvom pobijedio s 0:2 i osvojio naslov. 

## Nagrade i priznanja
- 1995. Trofej podmlatka HNS-a[1]